# Sommer-Paralympics 2012/Teilnehmer (Haiti)
| stlisierte Goldmedaille | stlisierte Silbermedaille | stlisierte Bronzemedaille |
| ----------------------- | ------------------------- | ------------------------- |
| —                       | —                         | —                         |

Haiti entsandte zu den Paralympischen Sommerspielen 2012 in London drei Sportler – eine Frau und zwei Männer.

## Teilnehmer nach Sportart

### Leichtathletik
| Athleten             | Wettbewerb                  | Vorlauf / Vorkampf | Vorlauf / Vorkampf | Halbfinale   | Halbfinale | Finale       | Finale | Rang |
| Athleten             | Wettbewerb                  | Zeit / Weite       | Rang               | Zeit / Weite | Rang       | Zeit / Weite | Rang   | Rang |
| -------------------- | --------------------------- | ------------------ | ------------------ | ------------ | ---------- | ------------ | ------ | ---- |
| Frauen               |                             |                    |                    |              |            |              |        |      |
| Nephtalie Jean Louis | Kugelstoßen Frauen – F57/58 |                    |                    | -            | -          | 4,75         | 16     | 16   |
| Nephtalie Jean Louis | Speerwerfen Frauen – F57/58 |                    |                    | -            | -          | 10,96        | 17     | 17   |
| Männer               |                             |                    |                    |              |            |              |        |      |
| Josue Cajuste        | Kugelstoßen Männer – F42/44 |                    |                    | -            | -          | 7,63 m       | 11     | 11   |
| Josue Cajuste        | Speerwerfen Männer – F42    |                    |                    | -            | -          | 31,38 m      | 11     | 11   |

### Radsport
- Gaysli Leon